# Parlamentswahl in St. Lucia 1969
Die Parlamentswahl in St. Lucia 1969 (englisch General elections) waren die neunten Parlamentswahlen in St. Lucia.

## Wahl
Die Wahl fand am 25. April 1969 statt. Sieger war die United Workers Party, welche sechs der zehn Sitze errang. Die Wahlbeteiligung lag bei 53,2 %.
| Partei                    | Stimmen | %    | Sitze |
| ------------------------- | ------- | ---- | ----- |
| United Workers Party      | 13.328  | 58.1 | 6     |
| Saint Lucia Labour Party  | 8.271   | 36.1 | 3     |
| Andere Parteien           | 1.343   | 5.9  | 1     |
| Invalid/blank votes       | 950     | –    | –     |
| Total                     | 23.892  | 100  | 10    |
| Registered voters/turnout | 44.868  | 53.2 | –     |
| Source: Nohlen, PDBA      |         |      |       |